# Grbavac (Grubišno Polje)
Grbavac is een plaats in de gemeente Grubišno Polje in de Kroatische provincie Bjelovar-Bilogora. De plaats telt 230 inwoners (2001).